# Club de Fútbol Torreón
Il Club de Fútbol Torreón, meglio conosciuto come Torreón, è stata una squadra messicana di calcio con sede a Torreón (Coahuila). 

## Storia
Il club venne fondato il 3 novembre 1959.
Dopo aver vinto la Segunda División 1968-1969, il Torreón ottenne la promozione nella massima serie messicana.
Nel campionato d'esordio ottenne il quindicesimo e penultimo posto, piazzamento che comunque gli valse la permanenza nella massima categoria.
Nella stagione 1970, torneo speciale svoltosi per il concomitante campionato mondiale di calcio in terra messicana, i Diablos Blancos, dopo aver vinto il proprio girone, giunsero all'ottavo ed ultimo posto nel gironcino per il titolo.
Il club raggiunse anche la finale della Copa de México 1969-1970, persa contro il Guadalajara. Al termine del campionato 1971-1972 ottenne la salvezza nei play-out salvezza, grazie anche alle prestazioni del portiere René Vizcaíno, che gli valsero l'appellativo di "El Salvador del Torreón". I Diablos Blancos si salvarono nuovamente ai play-out anche nel campionato seguente.
Nel 1974 la squadra venne acquisita dai Leones Negros UdeG, che così sostituì il club di Torreón nella massima serie.

## Palmarès

### Competizioni nazionali
- Segunda División: 1

1968-1969